# 三崎良周
三崎良周（みさき　りょうしゅう、1921年-2010年）は、天台宗の僧、仏教学者。
埼玉県生まれ。早稲田大学文学部卒。1981年「台密の研究」で早稲田大学より文学博士。早稲田大学文学部助教授、教授。91年定年、名誉教授。1980-91年早稲田大学仏教青年会会長。

## 著書
- 『台密の研究』創文社 1988
- 『密教と神祇思想』創文社 1992
- 『台密の理論と実践』創文社 1994

### 編・校注
- 『仏教思想とその展開 日本・中国』編 山喜房仏書林 1992
- 『新国訳大蔵経 密教部 2 蘇悉地経・蘇婆呼童子経・十一面神呪心経』林慶仁共校注 大蔵出版 2002

## 論文
- Cinii